# Jazcultuur
De Jazcultuur (vernoemd naar de vindplaats Jaz-depe in het noordoosten van de oase van Merv) was een cultuur van de late bronstijd en vroege ijzertijd in het huidige Turkmenistan. Ze ontwikkelde zich tussen 1500 en 1100 v.Chr uit het archeologisch complex Bactrië-Margiana.

## Nederzettingen
De nederzettingen van deze cultuur werden zowel op oudere nederzettingen als op nog onbebouwd land gebouwd. Kenmerkend zijn de stenen torens en grote huizen die vaak geassocieerd waren met irrigatiesystemen.

## Aardewerk
Het aardewerk was aanvankelijk handgevormd, later werd toenemend gebruikgemaakt van de pottenbakkersschijf.

## Etnische identiteit
De cultuur wordt voorgesteld als een archeologische bewijs van een oude Iraanse cultuur zoals beschreven in de Avesta. Tot op heden zijn er geen begravingen gevonden die men toe kan schrijven aan deze cultuur. Dit wordt wel gezien als mogelijk bewijs voor het zoroastrische ritueel van de luchtbegrafenis (in zogenaamde "torens van stilte").